# Yarmouth (Wight)
Yarmouth – miasto w Wielkiej Brytanii, w Anglii w hrabstwie Isle of Wight. Miasto położone jest na wyspie Wight, w jej zachodniej części, nad cieśniną Solent i rzeką Yar u jej ujścia. Zamieszkuje je niespełna sześćset osób.

## Historia
Miasto jest jedną z najstarszych miejscowości na wyspie; pierwszy zapis o osadzie pochodzi z roku 991 i dotyczy podatku danegeld, ściąganego przez duńskich najeźdźców. Miasto nazywało się wtedy Eremue, w Domesday Book pojawia się nazwa Ermud. W  średniowieczu miasto zyskiwało na znaczeniu; pod koniec XIII wieku liczba ludności przekroczyła 250 i Yarmouth zyskało prawo do własnego deputowanego w parlamencie. W roku 1584 przywilej ten wzrósł do dwóch posłów. Miasto przeżyło upadek w XIV wieku, częściowo za sprawą czarnej śmierci, która zabiła 1/3 mieszkańców miasta. Ponadto król Ryszard III nałożył na Yarmouth obowiązek wysłania mężczyzn i sprzętu na wojnę z Francją. Miasto na dodatek nękały ustawiczne ataki Francuzów, dlatego król Henryk VIII nakazał zbudowanie w mieście zamku.